# جيمس كامبل (سياسي أسترالي)
جيمس كامبل (بالإنجليزية: James Campbell)‏ هو شخصية أعمال وسياسي أسترالي، ولد في 28 أكتوبر 1838، وتوفي في 15 سبتمبر 1925 في بريزبان في أستراليا. انتخب عضو المجلس التشريعي ولاية كوينزلاند عن دائرة Electoral district of Aubigny ‏ (4 مارس 1884 – 29 أبريل 1893).